# میرزا جانی کاشانی
میرزا جانی کاشانی، فرزند محمد حسن معروف به پرپا و نیز برادر محمداسماعیل عارف کاشانی، نویسنده کتاب نقطةالکاف از تجار کاشان و از قدمای گروندگان غیابی به سید علی محمد باب و از بیست و هشت نفری‌ست که در ۱۲۶۸ قمری، در جریان ترور نافرجام ناصر الدین شاه به قتل رسید و در گورستان مزار سید ولی در تهران دفن شد.

## دیدار با سید علی‌محمد باب
قبل از رسیدن سید علی‌محمد باب به تهران در کاشان میرزا جانی با دادن رشوه موفق گردید یک شب میرزا علی‌محمد را نزد خود نگهدارد.

## کتاب نقطةالکاف
کتاب نقطةالکاف در مورد تاریخ ظهور باب و شرح حوادث ۸ سال اول تاریخ آیین بیانی است که ادوارد براون، نسخهٔ منحصربه‌فردش را در کتابخانهٔ پاریس یافته و پس از نوشتن مقدمه‌ای مبسوط آن را در چاپخانه ۴۲(بریل) در لیدن هلند منتشر کرد.

## مقدمهٔ براون بر کتاب

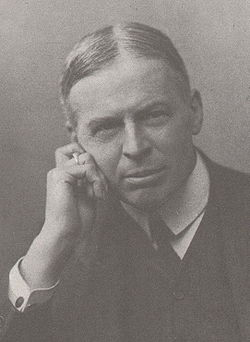
ادوارد براون

محمد عبدالله آل آهاری در کتاب فراخوان کامل به بهشت بیان دربارهٔ ادوارد براون می‌نویسد:
براون با کتاب فلسفه و ادیان در آسیای مرکزی نوشته آرتور دو گوبینو برخورد نمود و به فصل نهضت بابی علاقه‌مند شد. بعدها او صبح ازل را در قبرس و همچنین بهائیان را در مصر و فلسطین ملاقات کرد. او همچنین کتاب نقطةالکاف را در حمایت از موقعیت ازلی ترجمه کرد.
در روزگاری که میرزا حسینعلی نوری هنوز زنده بود و ساکن عکا و برادرش صبح ازل ساکن قبرس بود، ادوارد براون با سفر به قبرس و عکا با این دو ملاقات می‌کند و آنگاه در صدد انتشار یکی از آثار بابیان برمی‌آید و از میان آثارشان نقطةالکاف را می‌پسندد و دیباچه‌ای برآن می‌نویسد و از ادعای جانشینی باب توسط صبح ازل حمایت می‌کند. جانشین منصوص باب بوده و برادرش میرزا حسینعلی، نمی‌تواند موعود کتاب بیان باشد. و می‌نویسد:
درجزیره قبرس در شهر فاماگوستا قریب پانزده روز(۲۶ رجب - ۱۴ شعبان۱۳۰۷)ماندم و دراین مدت هر روز به ملاقات صبح ازل می‌رفتم و از دو یا سه ساعت بعد از ظهر الی غروب آفتاب در منزل او می‌ماندم دفتر و مداد در دست و سراپا گوش هر چه او می‌گفت یادداشت می‌کردم و هر شب با یک خزانه معلومات مهمه و اطلاعات مفیده بمنزل خود مراجعت می‌کردم (غالب این مطالب و اطلاعات که شفاهاً «از صبح ازل استماع نموده‌ام یا بطریق مکاتبه از وی اخذ کرده در فصلwاز فصول بیست و ششگانه که در آخر ترجمه مقاله سیاح افزوده‌ام و در مقدمه و حواشی دیگر همان کتاب و در حواشی تاریخ جدید مذکور است رجوع بدانجا شود) موضوع صحبت‌های ما غالباً» مذهب و تاریخ و نوشتجات و آثار بابیه و گهگاه مسائل متفرقه دیگر بود، صبح ازل در خصوص باب و مصدقین دوره اول و شرح زندگی خود در کمال آزادی و بدون پرده پوشی سخن می‌گفتدرغالب این مجالس پسران صبح ازل عبدالعلی و رضوان علی و عبدالوحید و تقی الدین نیز حاضر بودند اگرچه خیلی بندرت در محضر پدر خود لب بسخن می‌گشودند و منتهی درجه تعظیم و احترام رانسبت بوی مرعی می‌داشتند. در مدت اقامت در قبرس که تازه چند سالی بود در تحت تصرف دولت انگلیس درآمده بود با اجازه حاکم جزیره سر هنری بولور نظری به اسناد و دفاتر حکومتی افکنم و آنچه از آنها راجع بنفی صبح ازل و اتباع وی به قبرس بود استخراج نمودم و این اسناد بعضی به زبان انگلیسی بود و بعضی به زبان ترکی که یک ترجمه انگلیسی هم برآن اضافه کرده بودند (خلاصه مندرجات این اسناد تا حدی که راجع به صبح ازل و اتباع اوست در حاشیهw در ذیل ترجمه مقاله سیاح مندرج است)

## فهرست مندرجات
این کتاب فاقد فهرست امروزیست، لیکن بالای صفحه‌ها عنوانی درج گردیده‌است.

## افزوده‌های ناشر و براون بر کتاب
تصویر قلعه چهریق که توسط براون به کتاب اضافه و زیرنویس شده عکس نامه قرةالعین به شیخ علی ترشیزی.
عکس یکی از توقیعات باب بخط خود او که به ملا شیخ علی ترشیزی معروف به جناب عظیم نوشته‌است. خط صبح ازل که بر پشت پاکت نوشته‌است.
در انتهای کتاب در ۹۲ صفحه متن ترجمه نشده ادوراد براون در خصوص آیین بیانی و آیین بهائی همچنین مسافرتش به قبرس و عکا آورده شده‌است.

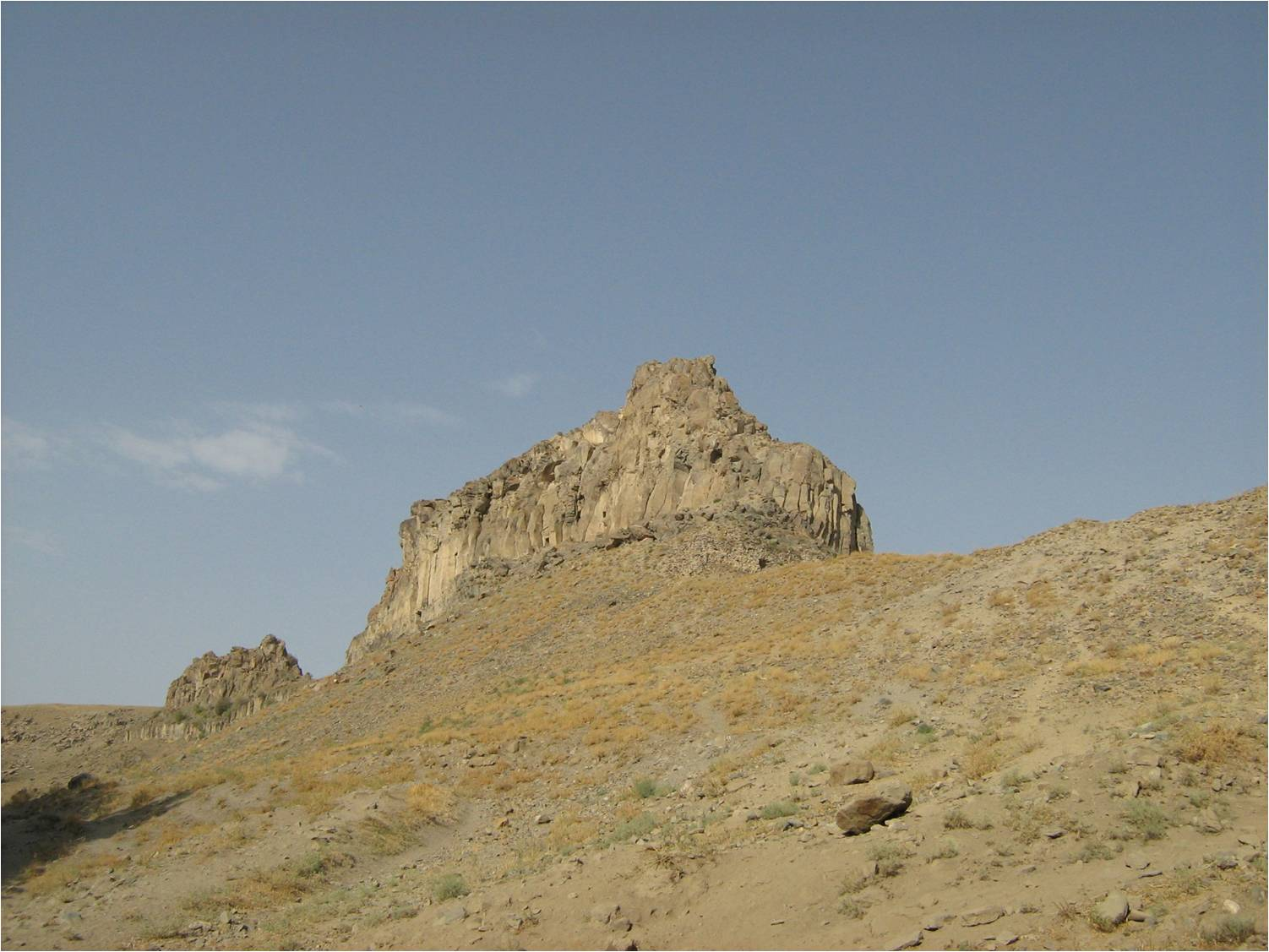
بازمانده‌های قلعه چهریق در سال ۲۰۰۸ میلادی که در کنار رودخانه زولا در شهرستان سلماس قرار دارد

مقدمه:این قسمت در ۷۶ صفحه توسط ادوارد براون تهیه شده، فاقد شماره صفحه بوده و با حروف علامت گذاری گردیده‌است.

## بخشی از قسمت‌های نقطةالکاف
شرح ابتدای امر قرةالعین ۱۴۱
قتل حاج ملاتقی قزوینی عم قرةالعین۱۴۳
اجتماع بدشت و اشاره به حدیث کمیل۱۴۵
بقیه حکایت اجتماع اصحاب در بدشت ۱۵۳